# Guillaume Ritter
Pour les articles homonymes, voir Ritter.
Guillaume Ritter (né le 13 août 1835 à Neuchâtel et mort le 16 septembre 1912 à Monruz, près de Neuchâtel,), est un ingénieur hydraulique et architecte suisse. Fils d'un entrepreneur alsacien, Guillaume Ritter poursuit des études d'ingénieur à l'École centrale Paris à Paris, où il obtient son diplôme à 21 ans (Promotion 1856). Inventif, il réalisera plus d'une centaine de projets d'amenée, d'alimentation et d'adduction en eau – que ce soit à Avignon, Genève, Neuchâtel et La Chaux-de-Fonds –, ainsi que des projets de barrages notamment à Fribourg.
Ces projets ont fait recours à des techniques audacieuses pour l'époque. C'est particulièrement le cas pour la construction de l'amenée d'eau à Fribourg, projet pour lequel Guillaume Ritter a fondé la Société des eaux et forêts (aujourd'hui Groupe E). L'ouvrage, construit sur la Sarine, restera d'ailleurs pendant longtemps une des plus importantes installations de Suisse. L'approvisionnement en eau de la ville de La Chaux-de-Fonds, à partir de l'Areuse, est un autre chantier pour le moins ambitieux, puisque les eaux sont captées à 500 m plus bas que la ville. La réussite de ce projet vaudra à Ritter d'être nommé citoyen d'honneur de la Ville. À Fribourg, il a donné son nom au chemin Ritter, qui relie le plateau de Pérolles au barrage de la Maigrauge. 
Ritter a fait preuve d'idées visionnaires pour une utilisation commerciale des forces hydrauliques, notamment à Fribourg, où il a utilisé la télédynamique. D'autres sont restées au stade de projet, la plus fameuse à cette enseigne étant l'approvisionnement en eau de la ville de Paris depuis le Lac de Neuchâtel.
Également architecte, Ritter a construit l’église de Notre-Dame de l'Assomption, à Neuchâtel, connue sous le nom d’« église rouge ». 
Engagé sur le tard en politique, il sera membre du parti radical, élu au Conseil général de Neuchâtel de 1903 à 1912 et au Grand Conseil neuchâtelois de 1904 à 1912.

## Publications
- Une page d'histoire concernant l'utilisation des forces motrices du Rhône et de la régularisation du Lac Léman à Genève. Neuchâtel : Borel 1890
- Mémoire sur l'hydrologie des gorges de La Reuse et du bassin de Noiraigue. Neuchâtel: Impr. Soc. typ. 1883. (reproduit dans le Bulletin de la Société des sciences naturelles)
- Eau, force, lumière, électricité, ou utilisation rationnelle des forces hydrauliques de La Reuse. Neuchâtel : Impr. Soc. typ. 1882.
- Sur l'hydrologie des sources néocomiennes en général et plus particulièrement sur celle des sources de Gorgier (tannes) et de Saint-Aubin. Neuchâtel : Bulletin de la Société des sciences naturelles de Neuchâtel, 1892
- Alimentation de la ville de Paris en eau, force et lumière électrique au moyen d'une dérivation des eaux des lacs du Jura suisse. Tirage à part de Mémoires de la Société des ingénieurs civils. Paris : 1888

## Sources d'archives
- Municipalité de La Chaux-de-Fonds (1851-1888). Collection : Rapports aux autorités; Cote : MUN.D.06. Archives de la Ville de La Chaux-de-Fonds (AVCF) (présentation en ligne).